# تيديان دجيبي با
تيديان دجيبي با (بالفرنسية: Tidiane Djiby Ba)‏ المعروف باسم تيديان با (ولد في 23 يوليو 1993 في داكار، السنغال) لاعب كرة قدم سنغالي يجيد اللعب في مركز قلب الدفاع. يلعب حاليا لصالح سترة البحريني منذ 2022.

## المسيرة الرياضية

### الأندية
في 1 يوليو 2009 انضم با إلى برادلان بريزوفا بود برادلوم تحت 15 سنة السلوفاكي.
في 1 يوليو 2010 انتقل با من برادلان بريزوفا بود برادلوم إلى سبارتاك ترنافا تحت 20 سنة السلوفاكي في صفقة انتقال حر.
في 1 يوليو 2012 تم تصعيد با إلى سبارتاك ترنافا الرديف.
في 21 فبراير 2013 انتقل با من سبارتاك ترنافا الرديف إلى دوبنيتسا السلوفاكي بنظام الإعارة حتى نهاية الموسم. في موسمه الوحيد 2012-2013 وفي بطولة دوري الدرجة الثانية احتل فريقه المركز الثامن بفارق 7 نقاط عن منطقة الهبوط. في 30 يونيو 2013 انتهت الإعارة وعاد با إلى سبارتاك ترنافا الرديف.
في 4 سبتمبر 2013 انتقل با من سبارتاك ترنافا الرديف إلى بانيك موست التشيكي بنظام الإعارة لمدة موسمين اثنين. في موسمه الأول 2013-2014 وفي بطولة دوري الدرجة الثانية احتل فريقه المركز الثاني عشر بفارق 15 نقطة عن منطقة الهبوط. وفي بطولة كأس التشيك خرج فريقه من الجولة الأولى بعد خسارته في الدور الأول.
في موسمه الثاني 2014-2015 وفي بطولة دوري الدرجة الثانية عانى فريقه من النتائج السلبية حيث حصد 15 نقطة من 15 مباراة. وفي بطولة كأس التشيك خرج من الجولة الأولى بعد خسارته في الدور الثاني. في 31 ديسمبر 2014 تم فسخ عقد الإعارة وعاد با إلى سبارتاك ترنافا الرديف.
في 1 سبتمبر 2015 انتقل با من سبارتاك ترنافا الرديف إلى سيريد السلوفاكي بنظام الإعارة لمدة موسم واحد. في موسمه الوحيد 2015-2016 وفي بطولة دوري الدرجة الثانية احتل فريقه المركز العاشر. وفي بطولة كأس سلوفاكيا ساهم في وصول فريقه إلى الدور32. في 30 يونيو 2016 انتهت الإعارة وعاد با إلى سبارتاك ترنافا الرديف.
في 28 يوليو 2016 انتقل با من سبارتاك ترنافا الرديف إلى سيريد السلوفاكي في صفقة انتقال حر. في موسمه الأول 2016-2017 وفي بطولة دوري الدرجة الثانية احتل فريقه المركز السادس بفارق 11 نقطة عن منطقة ملحق الصعود. وفي بطولة كأس سلوفاكيا ساهم في وصول فريقه إلى الدور الثمن النهائي.
في موسمه الثاني 2017-2018 وفي بطولة دوري الدرجة الثانية ساهم في تتويج فريقه بالبطولة بعدما تصدر الترتيب برصيد 66 نقطة من 30 مباراة وبالتالي الصعود إلى الدرجة الممتازة وليحقق با أولى بطولاته الشخصية. وفي بطولة كأس سلوفاكيا ساهم في وصول فريقه إلى الدور64.
في موسمه الثالث 2018-2019 وفي بطولة دوري الدرجة الممتازة احتل فريقه المركز السادس فانتقل إلى دوري البطولة الساداسي فاحتل في نهاية المطاف المركز السادس أيضا. وفي بطولة كأس سلوفاكيا ساهم في وصول فريقه إلى الدور الثمن النهائي.
في موسمه الرابع 2019-2020 وفي بطولة دوري الدرجة الممتازة احتل فريقه المركز العاشر فانتقل إلى دوري الهبوط السداسي فاحتل في نهاية المطاف المركز التاسع بفارق نقطتين عن الهبوط. وفي بطولة كأس سلوفاكيا ساهم في وصول فريقه إلى الدور الربع النهائي.
في موسمه الخامس والأخير 2020-2021 وفي بطولة دوري الدرجة الممتازة احتل فريقه المركز العاشر فانتقل إلى دوري الهبوط السداسي. وفي بطولة كأس سلوفاكيا ساهم في وصول فريقه إلى الدور32 وبعدها ألغيت البطولة بسبب انتشار جائحة كورونا.
في 31 يناير 2021 انتقل با من سيريد إلى نيترا السلوفاكي في صفقة انتقال حر. في موسمه الوحيد 2020-2021 احتل فريقه المركز الثاني عشر في دوري الهبوط السداسي بفارق 8 نقاط عن منطقة الأمان فهبط إلى الدرجة الثانية.
في 6 أغسطس 2021 انتقل با من نيترا إلى ترينيتس التشيكي في صفقة انتقال حر. في موسمه الوحيد 2021-2022 وفي بطولة دوري الدرجة الثانية احتل فريقه المركز الرابع عشر بفارق 5 نقاط عن منطقة الهبوط. وفي بطولة كأس التشيك ساهم في وصول فريقه إلى الدور32.
في 1 سبتمبر 2022 انتقل با من ترينيتس إلى سترة البحريني في صفقة انتقال حر.

## الإنجازات
- سيريد
  - دوري الدرجة الثانية (1): 2017-2018